# 安特衛普六君子
安特衛普六君子（The Antwerp Six）是指1980年代初在歐洲時尚界崛起的六位比利時時裝設計師的總稱。由於其六位設計師皆畢業於安特卫普皇家美术学院，故稱為「安特衛普六君子」。
其成員分別為：安·德默勒梅斯特、瓦尔特·范贝伦东克、迪尔克·范萨纳、德里斯·范诺滕、迪尔克·比肯贝赫斯和玛丽娜·伊。
安特衛普六君子皆為琳达·洛帕之學生。安特衛普六君子也在日後成為時尚前衛設計師之代名詞。